# Pioneers International
Pioneers International är en internationell kristen missionsorganisation med säte i Orlando, Florida.
Man tränar och skickar ut team som missionerar bland folkgrupper med få kristna, med ambitionen att starta församlingar av nykristna.
Pioneers är verksamma i över 100 olika länder. Under årens lopp har flera missionsorganisationer gått samman och blivit till dagens Pioneers International:
- 1979 bildades Pioneers i Loudoun County, Virgina, USA av makarna Ted och Peggy Fletcher, med stöd av deras hemförsamling, Faith Bible Church.
- 1994 anslöt sig World Outreach Fellowship, en mindre organisation hemmahörande i Casselberry, Florida.
- 1997 anslöt sig Asia-Pacific Christian Mission och South Pacific Partners (bildad 1904 av Florence Young, som South Seas Evangelical Mission).
- 2001 anslöt sig Action Partners, en australiensisk organisation.
- 2007 anslöt sig en brittisk organisation med samma namn (bildad 1904 av Karl Kumm som Sudan United Mission).
- 2009 anslöt sig amerikanska Ameritribes (bildad 1930 av makarna Berlyn och Edith Stokely som Navajo Indian Evangelization Movement).
- 2011 anslöt sig Arab World Ministries (bildat 1987 genom samgående mellan North Africa Mission, Algiers Mission Band, Southern Morocco Mission och Dades Valley Fellowship).